# Chaillevois
Chaillevois település Franciaországban, Aisne megyében. Lakosainak száma 197 fő (2022. január 1.). Chaillevois Chavignon, Merlieux-et-Fouquerolles, Montbavin és Royaucourt-et-Chailvet községekkel határos.

## Népesség
A település népességének változása:
| Lakosok száma | 149  | 155  | 174  | 182  | 179  | 178  | 174  | 166  | 177  | 197  |
|               | 1968 | 1982 | 1990 | 2006 | 2013 | 2015 | 2017 | 2019 | 2020 | 2022 |